# Паредеш-де-Кора
Паре́деш-де-Ко́ра (порт. Paredes de Coura; МФА: [pɐ.ˈɾe.dɨʒ dɨ ˈko.ɾɐ], Пара́диж-ди-Ко́ра, «Паредеш-Корський») — муніципалітет і містечко в Португалії, в окрузі Віана-ду-Каштелу. Розташований у північній частині країни, на теренах історичної португальської провінції Дору-Міню. Належить до Віано-Каштельської діоцезії Католицької церкви в Португалії. Права міського самоврядування має з 1257 року. Поділяється на 16 парафій. За адміністративним поділом, чинним до 1976 року, був складовою провінції Міню. Площа муніципалітету — 138,19 км², населення муніципалітету — 9198 ос. (2011); густота населення — 66,56 осіб/км²
. Патрон — Діва Марія. Святковий день муніципалітету — 10 серпня. Поштовий індекс — 4940.  Код місцевої адміністративної одиниці — 1605. Складова статистичного регіону Північ.

## Географія
Паредеш-де-Кора розташований на північному заході Португалії, в центрі округу Віана-ду-Каштелу.
Містечко розташоване за 32 км на північний схід від міста Віана-ду-Каштелу, на березі річки Кора.
Паредеш-де-Кора межує на півночі з муніципалітетами Валенса і Монсан, на сході — з муніципалітетом Аркуш-де-Валдевеш, на півдні — з муніципалітетом Понте-де-Ліма, на заході — з муніципалітетом Віла-Нова-де-Сервейра.

## Історія
1257 року португальський король Афонсу III надав Паредеш-де-Корі форал, яким визнав за поселенням статус містечка та муніципальні самоврядні права.

## Населення
| Кількість мешканців | Кількість мешканців | Кількість мешканців | Кількість мешканців | Кількість мешканців | Кількість мешканців | Кількість мешканців | Кількість мешканців | Кількість мешканців | Кількість мешканців | Кількість мешканців | Кількість мешканців | Кількість мешканців | Кількість мешканців | Кількість мешканців |
| ------------------- | ------------------- | ------------------- | ------------------- | ------------------- | ------------------- | ------------------- | ------------------- | ------------------- | ------------------- | ------------------- | ------------------- | ------------------- | ------------------- | ------------------- |
| 1864                | 1878                | 1890                | 1900                | 1911                | 1920                | 1930                | 1940                | 1950                | 1960                | 1970                | 1981                | 1991                | 2001                | 2011                |
| 12 386              | 12 738              | 12 394              | 13 091              | 13 875              | 14 082              | 14 412              | 15 549              | 16 062              | 14 886              | 12 970              | 11 311              | 10 442              | 9 571               | 9 198               |

## Парафії
- Агуалонга
- Бику
- Каштаньейра
- Коссораду
- Кора
- Кріштелу
- Кунья
- Феррейра
- Формаріш
- Інфешта
- Інсалде
- Ліньяреш
- Мозелуш
- Падорнелу
- Параду
- Паредеш-де-Кора
- Поррейраш
- Резенде
- Ромарігайнш
- Рубіайнш
- Вашкойнш